# Comuna Rudozem, Smolean
Obștina Rudozem (comuna Rudozem) este o unitate administrativă în regiunea Smolian din Bulgaria. Cuprinde un număr de 22 localități.  Reședința sa este orașul Rudozem. Localități componente:
| - Boevo - Borie - Bărcevo - Biala Reka - Vitina - Voikova Păka - Gramade - Dobreva Cereșta - Dăbova - Elhoveț - Ivanovo | - Kokorți - Koritata - Mociure - Ogled - Plovdivți - Poleana - Ravninata - Ribnița - Rudozem - Sopotot - Cepinți |

## Demografie
Componența etnică a comunei Rudozem
     Bulgari (67,27%)
     Nicio identificare (24,98%)
     Altele (7,73%)
La recensământul din 2011, populația comunei Rudozem era de 10.069 locuitori. Din punct de vedere etnic, majoritatea locuitorilor (67,27%) erau bulgari. Pentru 24,98% din locuitori nu este cunoscută apartenența etnică.